# Лёвлиен, Эмиль
Эмиль Лёвлиен (норв. Emil Løvlien; 22 сентября 1899, Лётен — 4 июня 1973, Осло) — норвежский политик, деятель рабочего движения Норвегии. Председатель ЦК Коммунистической партии Норвегии (КПН) (1946—март 1965), депутат Стортинга, журналист, редактор. Последний член парламента Норвегии, избранный по собственным спискам КПН.

## Биография
Сын бедного крестьянина. Трудовую жизнь начал лесорубом. Один из организаторов профсоюзного движения лесорубов в фюльке Хедмарк, в 1922—1924 годах входил в национальное руководство профсоюза работников лесного и сельского хозяйства. В 1918 году вступил в Норвежскую рабочую партию, состоял в её рядах до раскола партии в 1923 года. После чего — член Коммунистической партии Норвегии (КПН) с момента её основания. Представлял её в местном совете, безрезультатно выдвигался от неё на парламентских выборах 1930 и 1933 года.
С 1931 по 1934 год обучался в Ленинской школе Коминтерна в Москве. Журналист партийной газеты «Arbeideren».
В 1933—1934 годах — главный редактор Центрального органа компартии газеты «Фрихетен» («Friheten»).
В 1934—1971 годах — член руководства Коммунистической партии Норвегии (в Политбюро с 1936 года). В 1934—1940 годах — политический секретарь ЦК КПН. В 1946—1965 годах — председатель Коммунистической партии Норвегии.
В 1940 году в связи с запретом оккупационной властью КПН, был арестован, но вскоре освобождён. После чего скрывался в провинции, занимался организацией сопротивления в Хедмарке, в 1943 году бежал от преследования в Швецию.
Депутат стортинга в 1945—1949 и 1953—1961 годах (в 1961 году проиграл Карен Грённ-Хаген от Партии центра всего на 16 голосов). В качестве председателя НКП был в авангарде так называемой «десталинизации», но в связи с переориентацией партии в 1960-е годы его сменил на посту председателя партии Рейдар Т. Ларсен. Однако Лёвлиен оставался в руководстве Коммунистической партии Норвегии до самой смерти.